# محمد صالح الشکشاکی
محمد صالح الشکشاکی (انگلیسی: Mohamed Saleh El-Shikshaki؛ زادهٔ ۲۱ ژانویهٔ ۱۹۵۱) بازیکن والیبال اهل مصر بود.